# Bluffton (Indiana)
Bluffton és una població dels Estats Units a l'estat d'Indiana. Segons el cens del 2000 tenia 9.536 habitants.

## Demografia
Segons el cens del 2000, Bluffton tenia 9.536 habitants, 3.922 habitatges, i 2.517 famílies. La densitat de població era de 557 habitants per km².
Dels 3.922 habitatges en un 30,4% hi vivien nens de menys de 18 anys, en un 50,2% hi vivien parelles casades, en un 10,7% dones solteres, i en un 35,8% no eren unitats familiars. En el 31,4% dels habitatges hi vivien persones soles el 13,4% de les quals corresponia a persones de 65 anys o més que vivien soles. El nombre mitjà de persones vivint en cada habitatge era de 2,35 i el nombre mitjà de persones que vivien en cada família era de 2,96.
Per edats la població es repartia de la següent manera: un 25% tenia menys de 18 anys, un 9,6% entre 18 i 24, un 27,7% entre 25 i 44, un 20,6% de 45 a 60 i un 17,2% 65 anys o més.
L'edat mediana era de 37 anys. Per cada 100 dones de 18 o més anys hi havia 86,4 homes.
La renda mediana per habitatge era de 37.416 $ i la renda mediana per família de 45.294 $. Els homes tenien una renda mediana de 33.088 $ mentre que les dones 22.018 $. La renda per capita de la població era de 19.118 $. Entorn del 6,4% de les famílies i el 9% de la població estaven per davall del llindar de pobresa.

## Poblacions més properes
El següent diagrama mostra les poblacions més properes.